# 溴化亚铜
溴化亚铜（化学式：CuBr）是铜(I)化合物之一。无色反磁性粉末，易受氧化而呈铜(II)的绿色。 难溶于水，主要用作有机合成试剂。

## 制备
溴化亚铜常由溴离子存在下二价铜盐被亚硫酸根离子还原得到，方法与氯化亚铜的制备过程类似。
2 CuBr2  +  H2O  +  SO32−  →  2 CuBr  +  SO42−  +  2 HBr
金属铜与溴蒸汽在加热时反应，得到溴化铜与溴化亚铜的混合物。如果金属铜为粉状，则反应在室温就可发生。
铜粉溶于氢溴酸时也可生成溴化亚铜：
2 HBr  +  2 Cu   →   2 CuBr  +  H2

## 性质

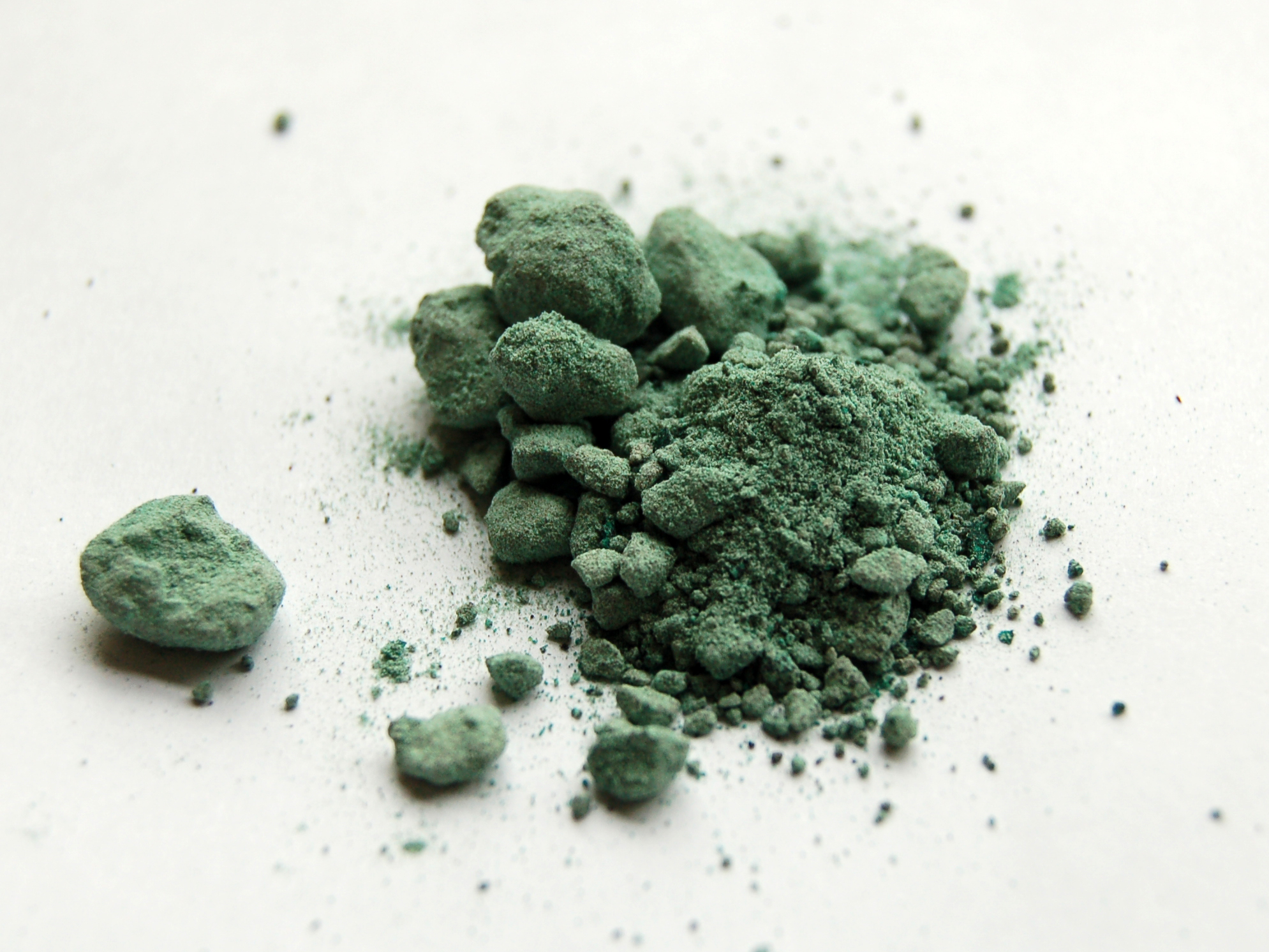
被氧化的溴化铜(I)呈绿色

溴化亚铜难溶于水和大多数溶剂，但易溶于盐酸、氢溴酸和氨水。它可被氧化剂氧化为Cu2+，也可被还原剂（如硫酸亚铁）还原为铜。室温时为闪锌矿结构，铜以四面体与四个溴配位，加热时则依次转变为纤锌矿和氯化钠型结构。
溴化亚铜可以与软的路易斯碱形成加合物，例如与二甲基硫醚反应时，会形成无色的CuBr(S(CH3)2)。 该配合物是制取其他有机铜化合物的原料。铜在其中为二配位的直线型结构。
CuBr  +  S(CH3)2  →  CuBr(S(CH3)2)
溴化亚铜是Sandmeyer反应中的溴化试剂，用于将芳香重氮盐转化为溴化物：
ArN2+  +  CuBr  →  ArBr  +  N2  +  Cu+